# AFC Eskilstuna
AFC Eskilstuna este un club de fotbal suedez din orașul cu același nume Eskilstuna.

## Istoria clubului
Clubul a fost înființat în 2004 prin fuziunea a două cluburi din Stockholm: FC Café Opera United (fondată în 1991)  și Väsby IK (fondată în 1924), înainte de a schimba din nou proprietatea și identitatea lor în 2012 ca AFC United. În timpul sezonului 2016 s-a decis încă o dată că își vor schimba numele, identitatea, precum și localitatea. Alegând să se mute în Eskilstuna, la aproximativ 110 kilometri la vest de Stockholm, de atunci clubul este cunoscut sub numele de AFC Eskilstuna. Echipa concurează în liga numită Superettan, al doilea cel mai înalt nivel al fotbalului suedez, iar meciurile de acasă le susține pe stadional Tunavallen. AFC Eskilstuna este afiliată la Södermanlands Fotbollförbund.

## Palmares
| - Superettan - Vice-campioană : 2016 - Locul 3 : 2018 | - Division 1 Norra - Campioană : 2014 - Vice-campioană : 2007, 2011 | - Cupa Suediei - Finalistă : 2019 - Semifinale : 1942, 1993, 2007 |

## Cupa
Cele mai mari realizări obținute de Eskilstuna în cupa națională al Suediei.
| An         | Club Sportiv | Scor   | Adversar   | Penalty |
| Finala     | Finala       | Finala | Finala     | Finala  |
| ---------- | ------------ | ------ | ---------- | ------- |
| 2019       | Eskilstuna   | 0 - 3  | Häcken     |         |
| Semifinale |              |        |            |         |
| 2019       | Eskilstuna   | 1 - 1  | AIK Solna  | 6 - 5   |
| 2007       | Eskilstuna   | 1 - 4  | Kalmar     |         |
| 1993       | Eskilstuna   | 0 - 3  | Landskrona |         |
| 1942       | Eskilstuna   | 1 - 2  | Elfsborg   |         |

## Baraj
| An   | Club Sportiv | Acasă | Total | Deplasare | Adversar       |
| ---- | ------------ | ----- | ----- | --------- | -------------- |
| 2018 | Eskilstuna   | 0 - 1 | 2 - 2 | 2 - 1     | Brommapojkarna |